# Plodový mázek

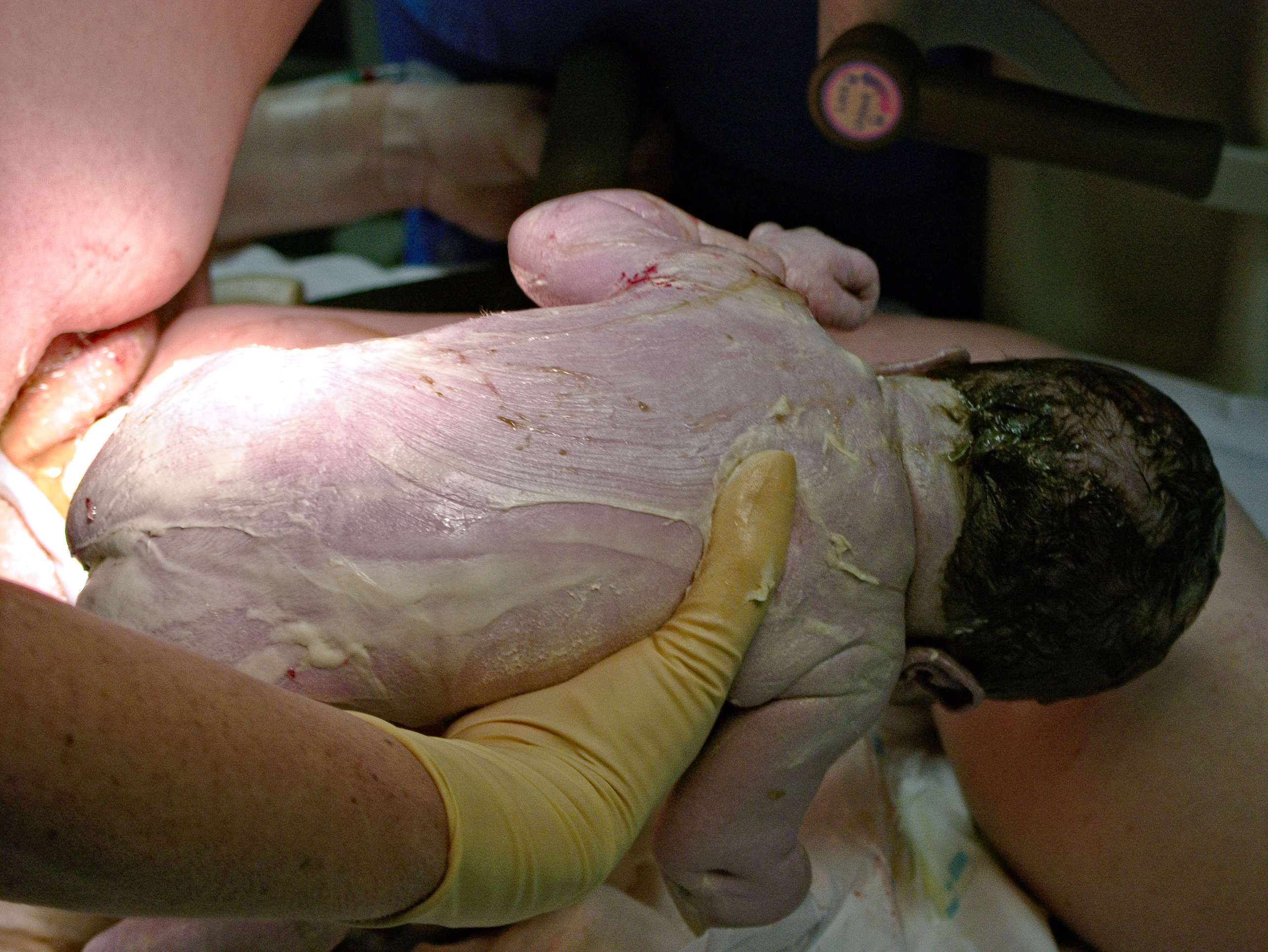
Novorozeně pokryté plodovým mázkem

Plodový mázek (lat. vernix caseosa) je hustá žlutobílá látka pokrývající kůži savčích plodů. Je tvořen odloupenými buňkami peridermu, lanugem, prvotním ochlupením plodu, které v pozdějším vývoji odpadává, a sekretem kožních žlázek. Ochraňuje kůži plodu před nepřetržitým působením plodové vody obsahující fetální moč, zabraňuje vysoušení pokožky a navíc ulehčuje porod plodu, který je díky mazu kluzký. Mázek má možná antibakteriální účinky.